# Louise Bourgoin

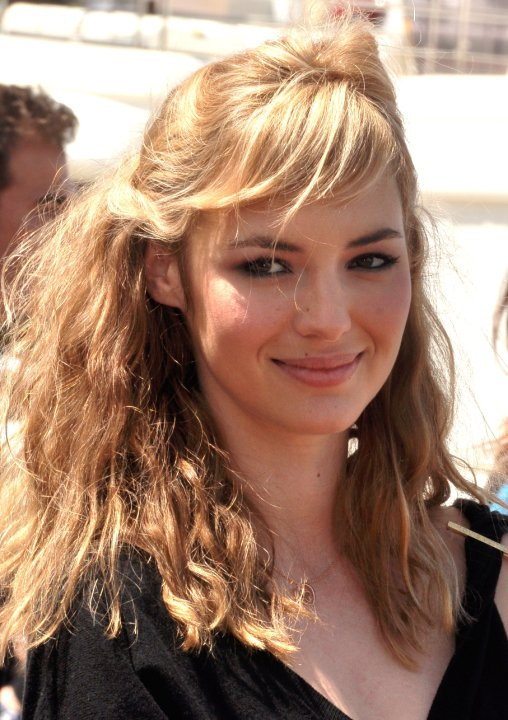
Louise Bourgoin (2010)

Louise Bourgoin (ur. 28 listopada 1981 w Vannes) – francuska aktorka, modelka i prezenterka telewizyjna.
Za rolę w filmie Dziewczyna z Monako została nominowana do nagrody Cezar za 2008 r. w kategorii Meilleur jeune espoir féminin.

## Filmografia
- 2008: Les Bonus de Guillaume (serial TV)
- 2008: Dziewczyna z Monako jako Audrey Varella
- 2009: Mikołajek jako kwiaciarka
- 2009: Sweet Valentine jako Camille
- 2010: Inny świat jako Audrey
- 2010: Niezwykłe przygody Adeli Blanc-Sec jako Adela Blanc-Sec
- 2010: Blanc comme neige jako Michèle
- 2011: Un heureux événement jako Barbara Dray
- 2012: L'amour dure trois ans jako Alice
- 2012: Riwiera dla dwojga jako Manon Fontaine
- 2013: Proszę pokazać język jako Judith Durance
- 2015: Jestem żołnierzem jako Sandrine
- 2015: Biali rycerze jako Laura Turine
- 2018: Status: Singiel jako Jeanne